# Лангенбург
Лангенбург (њем. Langenburg) град је у њемачкој савезној држави Баден-Виртемберг. Једно је од 30 општинских средишта округа Швебиш Хал. Према процјени из 2010. у граду је живјело 1.785 становника. Посједује регионалну шифру (AGS) 8127047.

## Географски и демографски подаци
Лангенбург се налази у савезној држави Баден-Виртемберг у округу Швебиш Хал. Град се налази на надморској висини од 439 метара. Површина општине износи 31,4 km². У самом граду је, према процјени из 2010. године, живјело 1.785 становника. Просјечна густина становништва износи 57 становника/km².